# Sierra Bullones
Sierra Bullones (Bayan ng Sierra Bullones) är en kommun i Filippinerna. Kommunen tillhör provinsen Bohol och ligger på ön med samma namn. Folkmängden uppgår till 25 499 invånare.

## Barangayer
Sierra Bullones är indelat i 22 barangayer.
| - Abachanan - Anibongan - Bugsoc - Canlangit - Canta-ub - Casilay - Danicop - Dusita - Cahayag - La Union - Lataban | - Magsaysay - Matin-ao - Nan-od - Poblacion - Salvador - San Agustin - San Isidro - San Jose - San Juan - Santa Cruz - Villa Garcia |

## Bildgalleri

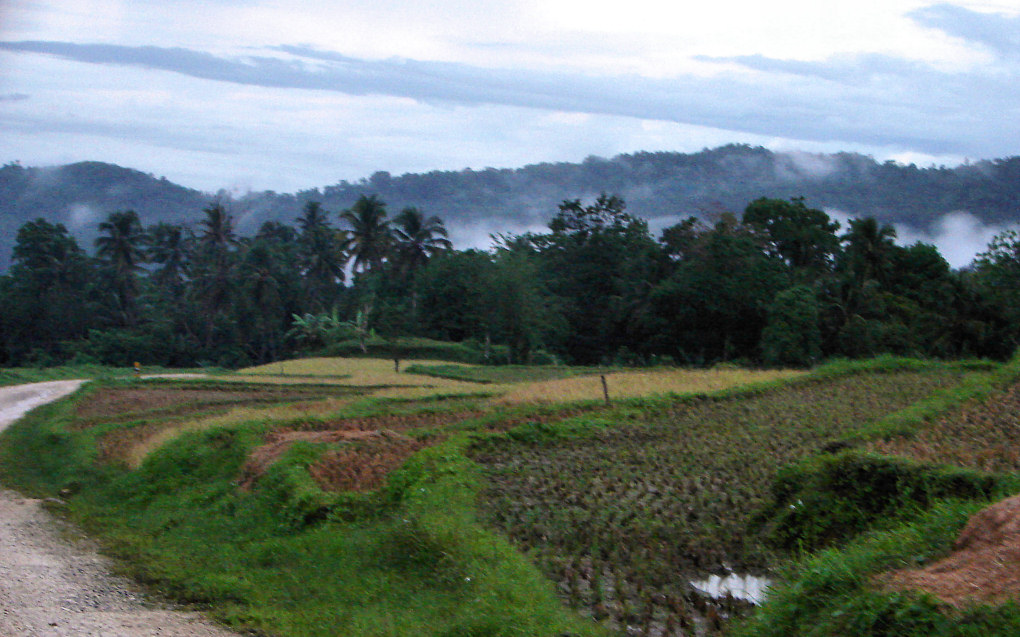